# Bernardo Ferreira
Bernardo Ferreira de Assis (Niterói, 11 de outubro de 1988) é um voleibolista indoor brasileiro, atuante na posição de Levantador, que paralelamente atuou nas categorias de base do vôlei de praia e também com passagens pela categoria de base da Seleção Brasileira, e nesta conquistou o título do Campeonato Sul-Americano  Juvenil de 2006 no Brasil  e foi medalhista de ouro no Campeonato Mundial Juvenil Masculino de 2007  no Marrocos.

## Carreira
Bernardo desde os 15 anos de idade deixou sua terra natal para trilhar a carreira de voleibolista e começou as categorias de base do Fluminense onde permaneceu no período de 1999 a 2005.Em tal passagem conquistou  vários resultados nas categorias de base.Ainda como atleta do Fluminense.
Na temporada 2005-06 transferiu-se para o Pinheiros  e também foi campeão paulista juvenil em 2007.Em 2006 representou a Seleção Paulista  na conquista do Campeonato Brasileiro de Seleções, categoria juvenil, este realizado em Brasília-DF, e no mesmo ano foi convocado para Seleção Brasileira, para representar o país na categoria juvenil, quando disputou o  Campeonato Sul-Americano sediado em Manaus-Brasil ,e foi medalhista de ouro nesta edição.
No período esportivo 2006-07 é contratado pelo Telemig Celular/Minas  representando o Esporte Clube Pinheiros  foi campeão paulista de 2006  e conquistou o título da Superliga Brasileira A.
Em 2007 foi convocado pelo técnico Percy Oncken para  Seleção Brasileira, ainda na categoria juvenil,  pela qual disputou o Campeonato Mundial Juvenil  realizado nas cidades marroquinas de Casablanca e Rabat, vestiu a camisa#15,onde sagrou-se campeão mundial pela primeira vez, ainda destacou-se entre os melhores da competição, ocupando a décima oitava posição entre os melhores defensores e no fundamento de levantamento ficou em  quinto lugar quadragésima primeira posição entre os maiores pontuadores.
Defendeu na temporada 2007-08 o Santander/São Bernardo  e por este disputou a Superliga Brasileira A correspondente  e encerrando na sexta posição da Superliga Brasileira A e em seguida transferiu-se para o GAC Logistics / Santo André , conquistando  nesse mesmo ano o bronze nos  Jogos Abertos do Interior pelo Santo André.
E na temporada seguinte foi vice-campeão dos Jogos Regionais  de 2009 e disputou por este clube a Superliga Brasileira A 2008-09 encerrando em décimo lugar.
Atuou na jornada esportiva 2009-10 pelo Santo André e disputou por este a referente Superliga Brasileira A  encerrando em décimo segundo lugar.
E renovou para temporada 2010-11 com o mesmo clube que utilizou a alcunha de Santo André/Spread  e por este disputou a Superliga Brasileira A encerrando em décimo quarto lugar.
Em 2011 teve uma breve passagem pelo Botafogo/RJ e transferiu-se para o Sport Recife na temporada 2011-12, disputando a Superliga Brasileira B de 2012, quando encerrou na quinta posição.
Na temporada  2013-14 focou nos estudos, trabalho e integrou  a equipe do Botafogo/RJ que buscava voltar a elite do voleibol nacional foi vice-campeão da Copa Rio de 2013  e primeiro colocado na Supercopa Banco do Brasil Etapa Mata Atlântica e bronze na Supercopa Banco do Brasil Etapa Nacional.

## Títulos e Resultados
- 2013-Vice-campeão da Copa Rio[2]
- 2013-Campeão da Supercopa Banco do Brasil -Etapa Mata Atlântica[2][28]
- 2013-3º Lugar da Supercopa Banco do Brasil - Etapa Nacional[2]
- 2012-5º lugar da Superliga Brasileira B[27]
- 2010-11- 14º Lugar da Superliga Brasileira A[23]
- 2009-10- 12º Lugar da Superliga Brasileira A[20]
- 2009-Vice-campeão dos Jogos Regionais
- 2008-09- 10º Lugar da Superliga Brasileira A[18]
- 2008-3º lugar dos Jogo Abertos do Interior de Santo André
- 2006-07- 6º Lugar da Superliga Brasileira A[9]
- 2006-Campeão do Campeonato Brasileiro de Seleções Juvenil[4]
- 2006-Campeão do Campeonato Paulista [4]

## Premiações Individuais
- 5º Melhor Levantador do Campeonato Mundial Juvenil de 2007[14]

## Ligações Externas
- Profile Bernardo Assis